# Резон, Андре
Андре Резон (фр. André Raison; ок. 1640, Нантер — 1719, Париж) — французский композитор и органист, один из наиболее значительных органистов Франции и конца XVII века.
Вырос в Нантере, служил органистом в храмах Парижа. Был учителем Луи Николя Клерамбо. Составил два органных сборника (1688, 1714). В первом из них он призывает «запертых в провинциальных монастырях органистам и органисткам» знакомиться с более современной музыкой, с «новой, приятной и содержательной манерой». Советский музыковед Михаил Друскин, сравнивая Резона с Жаном-Анри д’Англебером-старшим, называет его творческое наследие более обширным и характеризует его следующим образом «В пьесах Резона используются концертирующие голоса, переклички, эффекты эхо. Регистры и мануалы постоянно сменяются. Выдвигается на первый план мелодическая линия, по-клавесинному изысканно орнаментированная. Связь с литургическими темами нарушается».
Тема композитора Резона использована в знаменитой Пассакалии до минор Иоганна Себастьяна Баха (BWV 582).